# Birte Weiss
Birte Weiss (født 1. maj 1941 på Frederiksberg) er en tidligere dansk socialdemokratisk politiker og nuværende journalist ved Weekendavisen. Birte Weiss slog efter journalistuddannelse ved den socialdemokratiske presse i 1960'erne sit navn fast som politisk journalist på Information og Ekstra Bladet, hvor hun blev kendt for sin kontante journalistiske stil med skarpe direkte spørgsmål. Hun har også været tilknyttet Danmarks Radios kultur- og samfundsafdeling.

## Baggrund og karriere
Hun er født på Frederiksberg. Hendes far var civilingeniør Knud Eigil Rasmussen (1904-1991) og mor Bodil Halkier (1911-1982). Hun er mor til Lars Weiss.
I 1971 blev hun valgt til Folketinget for Socialdemokraterne fra Nykøbing Sjælland-kredsen sammen med en lang række af de profiler, der kom til at præge Socialdemokraterne i de følgende år, bl.a. Svend Auken, Ritt Bjerregaard og Karl Hjortnæs. Hun røg ud af Folketinget ved Jordskredsvalget i 1973, men var tilbage allerede i 1975.
I 1981 blev hun formand for det politisk stormombruste organ Radiorådet, der styrede DR, og sad der frem til rådets nedlæggelse i 1986.
Weiss forlod Folketinget op til valget i 1984 for at hellige sig arbejdet som Rådets formand og blev samme år valgt til posten som næsteformand for Socialdemokratiet. Da det stod klart, at Radiorådets dage var talte, søgte hun tilbage til Folketinget og overtog Amagerbrokredsen fra Knud Heinesen. Weiss blev ved Folketingsvalget i 1987 atter valgt ind.
Da Poul Nyrup Rasmussen dannede regering i 1993 blev Birte Weiss indenrigsminister, en post hun bestred indtil slutningen af 1997. I samme periode var hun desuden først kirkeminister og senere sundhedsminister. Efter valget i 1998 havde Nyrup Rasmussen udset sig Weiss som formand for Folketinget. Den færøske socialdemokrat Joannes Eidesgaard nægtede imidlertid at støtte Weiss' kandidatur pga. uoverensstemmelser med Nyrup-regeringen, og der var derved stemmelighed mellem Weiss og Venstremanden Ivar Hansen. Weiss tabte efterfølgende lodtrækningen om formandsposten til Ivar Hansen og måtte nøjes med posten som 1. næstformand.
I 1999 vendte hun tilbage til regeringen som forskningsminister – en post hun bestred frem til valget i 2001, hvor hun trak sig ud af politik for at vende tilbage til sit gamle fag som journalist ved Weekendavisen.
I 2000 udgav hun sammen med Karsten Fledelius bogen Vanviddets vidner om krigen i Bosnien og de bosniske flygtninge. Den fik Drassow Prisen (Dansk Forfatterforenings fredspris) i 2002. I 2008 fulgte bogen Krigens arvinger om forsoning efter etniske krige. Hun har også redigeret debatbøger og bidraget til en række antologier.
Birte Weiss har for sin skribentvirksomhed desuden modtaget Kvindeprisen 2002 og Hvass Prisen 2013.
Birte Weiss er æresborger i den bosniske by Kljuc.